# Битва при Лауфельде
Битва при Лауфельде (англ. Battle of Lauffeld) — сражение, состоявшееся 2 июля 1747 года, в ходе войны за австрийское наследство у деревни Лауфельд в 6 км к западу от Маастрихта, между французской армией, под командованием Морица Саксонского и союзной, англо-голландско-австрийской армией, под командованием герцога Камберлендского. 

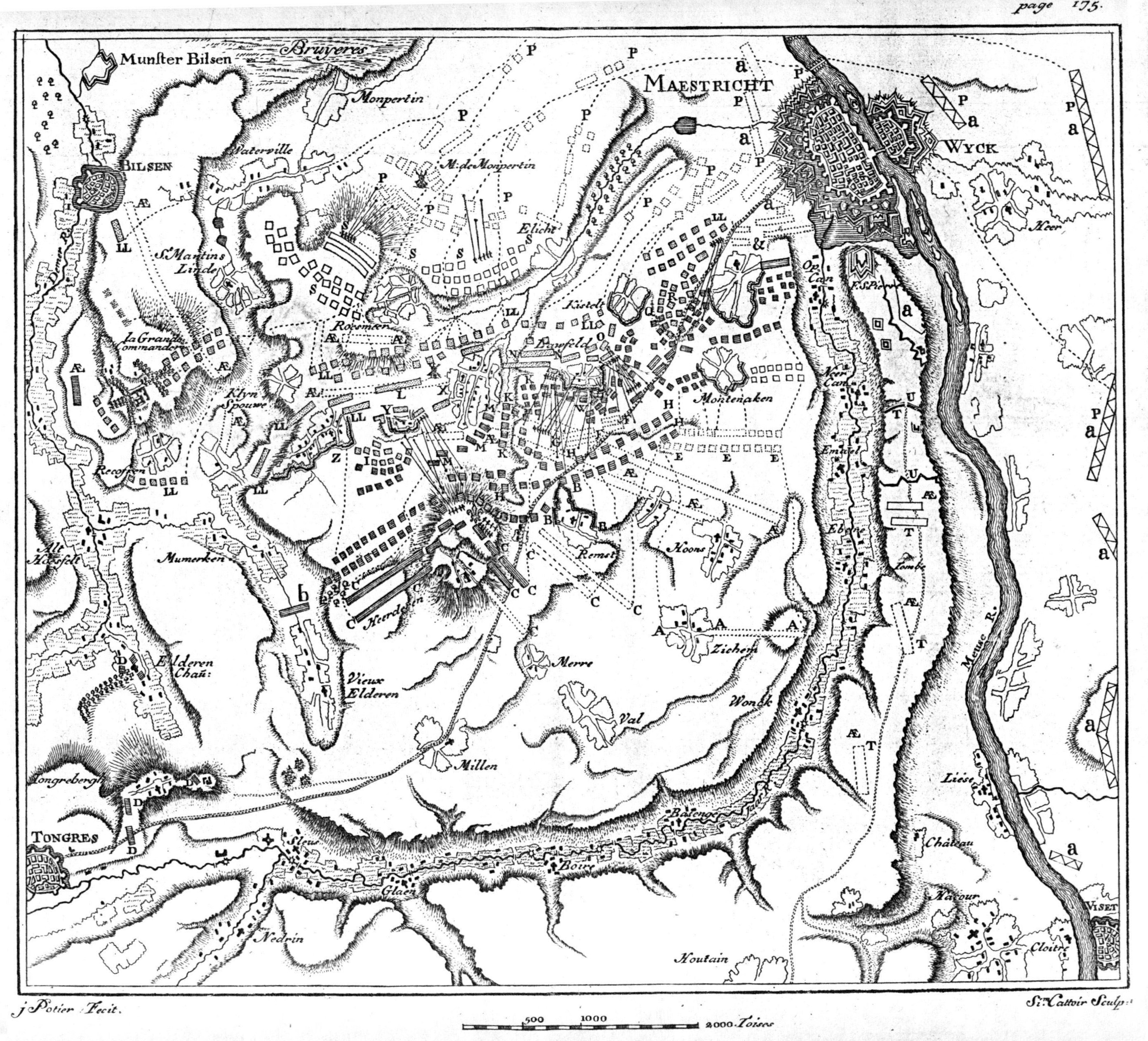
План битвы при Лауфельде.

## Битва
Французские войска состояли из 124 батальонов, 247 эскадронов (всего 98 000 человек). Союзные войска состояли из 111 батальонов и 162 эскадронов (всего 82 000 человек). В ходе сражения, союзная армия потерпела поражение, потеряв 3000 убитыми, 6000 ранеными и 2000 пленными. Потери французов также были велики, составив убитыми и ранеными 10 500 человек.
Камберленд не прислушался к советам генерала Джона Лигонье занять и укрепиться у деревни Лауфельд. Однако он в итоге был вынужден это сделать, когда его австрийские союзники стали готовиться к обороне. Французы сделали пять нападений на Лауфельд, деревня переходила из рук в руки несколько раз, пока Мориц Саксонский не взял верх.
Камберленд реорганизовал голландцев и британцев для контратаки. Однако голландская кавалерия была встречена залпами французских карабинеров и бежала, бросив свою пехоту. Затем французская кавалерия атаковала союзнический центр . Теперь французы перенесли тяжесть атаки на левый фланг союзников, угрожая уничтожением британской пехоте. Генерал Лигонье по собственной инициативе устремился в бой во главе кавалерии, чтобы спасти армию. В результате его атаки семь полков ирландской бригады на французской службе потеряли более 1400 убитыми и ранеными . Герцог Камберленд, любимый сын Георга II, был почти взят в плен ирландцами, но Лигонье подошел с кавалерией и позволил Камберленду бежать ценой собственной свободы .

## Результаты
Победа французов открыла им дорогу для вторжения в Голландию. Отступление союзников позволило Морицу Саксонскому отправить отряд из 30000 солдат на север, в Нидерланды, и захватить город Берген-оп-Зом. Весной 1748 года французы захватили Маастрихт.